# Абатство Фрутуария
Фрутуария (на италиански: Fruttuaria) е бивше абатство в Сан Бениньо Канавезе в провинция Торино, регион Пиемонт в Италия на около 20 km северно от Торино.
Основано е от Вилхелм от Дижон (или Вилхелм ди Волпиано, 962 – 1031), абат и архитект. Манастирът се строи от 23 февруари 1003 г. до 1006/1007 г. През 12 и 13 век абатите секат свои монети. През 1265 г. абатството има 85 свои църкви в Италия, както и имоти във Франция и Австрия. В манастира по онова време живеят около 1200 монаси. Последният монах умира през 1634 г.